# محمود حسن سليمان
محمود حسن سليمان (بالصومالية: Maxamuud Xasan Suleymaan)‏ سياسي صومالي .
شغل منصب وزير المالية والتخطيط في الصومال في الفترة ما بين 4 نوفمبر 2012 في ظل حكومة رئيس الوزراء عبدي فارح شردون، وخلفه في وزارة المالية حسين عبدي حلني، وفي وزارة التخطيط سعيد عبد الله دني في 17 يناير 2014